# Прокеш, Владислав
Владислав Йозеф Прокеш (18 марта 1863, Краков — 20 ноября 1923, там же) — польский литературный критик и журналист.

## Биография
В детстве остался сиротой, в 1881 году окончил гимназию Святого Яцка, затем поступил в Ягеллонский университет на юридический факультет, который окончил в 1887 году со степенью доктора права. Ещё в студенческие годы начал заниматься журналистикой, писал критические статьи о литературе, музыке, театре, живописи. В 1890—1903 годах был секретарём Художественно-литературного общества Кракова, с 1912 года был членом краковского союза журналистов. Был известен как противник всех новомодных тенденций и направлений в различных искусствах, при этом не особенно хорошо разбирался в модернизме, поэтому в конце 1890-х годов стал объектом насмешек многих деятелей искусства. Неприятие ко всему новому сохранил до конца жизни и в независимой Польше активно выступал против футуристов. В 1922 году, за год до смерти, стал преподавателем польской литературы в муниципальной школе драмы. Был похоронен на Раковицком кладбище.
Сотрудничал в «Правде», литературных прибавлениях к «Краю», «Атенеуме», «Тыгоднике Иллюстрированном» и других изданиях. Из работ Прокеша наиболее известны «Nasi powiesciopisarze» (1886), «Monitor, czasopismo polskie z XVIII w.» (1895), «Pierwsza emancypantka z XVIII w.» (1900), «Marya Konopnicka w świecie Krytyki literackiej» (1902).